# Moyoco Anno

Moyoco Anno (安野 モヨコ, Anno Moyoko, Suginami, 26 maart 1971) is een Japans mangaka en modeauteur. Ze publiceerde reeds vele boeken in beide categorieën. Haar manga Sugar, Sugar Rune won in 2005 de Kodansha Manga Prijs voor kinderen. Anno is getrouwd met regisseur Hideaki Anno (bekend voor Neon Genesis Evangelion). Anno wilde reeds mangaka worden sinds het derde leerjaar.

## Carrière
Anno haalt inspiratie uit de modewereld. Haar werk is gekend voor diens vele details, waardoor het aanslaat bij een breder publiek dan het beoogde doel. Anno besteedt veel aandacht aan de psychologie van haar personages. Zowel haar manga als haar boeken zijn populair bij jonge Japanse vrouwen. Desondanks dat ze vooral josei manga tekent, is haar meest populaire reeks, Sugar Sugar Rune (gepubliceerd in Nakayoshi), gericht op lagereschool meisjes.
De manga Happy Mania werd omgezet tot een televisiereeks in 1998. In oktober 2007 onderging Anno's Hataraki Man dezelfde transformatie. Sakuran werd in 2006 verfilmd. In 2006 had ze samen met haar man een gastrolletje in de film Nihon Chinbotsu.
Anno nam een pauze van het schrijven in 2008 vanwege gezondheidsredenen. Tijdens deze pauze publiceerde ze mangaessays over haar huwelijk.

## Oeuvre
| Titel                                                                      | Jaar             | Opmerkingen                                                                  | Bronnen |
| -------------------------------------------------------------------------- | ---------------- | ---------------------------------------------------------------------------- | ------- |
| Super Electric Shock Girl Mona (超感電少女モナ, Chō Kanden Shōjo Mona)     | 1994             | 1 volume                                                                     | [ 8 ]   |
| Trumps!                                                                    | 1994             | 2 volumes                                                                    | [ 9 ]   |
| Peek a Boo                                                                 | 1994             | 1 volume                                                                     | [ 10 ]  |
| Happy Mania                                                                | 1996–2000 (vol.) | Uitgegeven in Feel Young magazine. Gepubliceerd door Shodensha in 10 volumes | [ 11 ]  |
| In Clothes Called Fat                                                      | 1997             | 1 volume                                                                     | [ 12 ]  |
| Jelly in the Merry-go-round (ジェリー イン ザ メリィゴーラウンド)          | 1997–98 (vol.)   | 3 volumes                                                                    | [ 13 ]  |
| Patrol QT (パトロール・QT)                                                 | 1997             | 1 volume                                                                     | [ 14 ]  |
| Love Master X (ラブマスターX)                                              | 1998–99 (vol.)   | Published Wonderland in 3 volumes                                            | [ 15 ]  |
| Angelic House (エンジェリック・ハウス)                                     | 1999             | 1 volume                                                                     | [ 16 ]  |
| Chameleon Army (カメレオン・アーミー)                                      | 1999             | 1 volume                                                                     | [ 17 ]  |
| Jelly Beans (ジェリービーンズ)                                             | 1999–2002 (vol.) | Wonderland comics, 5 volumes                                                 | [ 18 ]  |
| Flowers & Bees (花とみつばち, Hana to Mitsubachi)                          | 2000–03 (vol.)   | Gepubliceerd door Yan maga KC, 7 volumes                                     | [ 19 ]  |
| Tundra Blue Ice (ツンドラ ブルーアイス)                                    | 2000             | 1 volume                                                                     | [ 20 ]  |
| Baby G (ベイビーG)                                                         | 2001             | 1 volume                                                                     | [ 21 ]  |
| Sakuran                                                                    | 2001 (2003 vol.) | 1 volume                                                                     | [ 22 ]  |
| Sugar Sugar Rune                                                           | 2004–07          | Uitgegeven in Nakayoshi magazine Gepubliceerd door Kodansha in 8 volumes     | [ 23 ]  |
| Hataraki Man                                                               | 2004–07 (vol.)   | 4 volumes                                                                    | [ 24 ]  |
| Insufficient Direction (監督不行届, Kantoku Fuyuki Todoki)                 | 2005             | 1 volume                                                                     | [ 25 ]  |
| The Diary of Ochibi-san (オチビサン)                                       | 2008–16 (vol.)   | 8 volumes                                                                    | [ 26 ]  |
| Buffalo 5 Girls (バッファロー5人娘, Baffarō Gonin Musume)                  | 2013             | 1 volume                                                                     | [ 27 ]  |
| Memoirs of Amorous Gentlemen (鼻下長紳士回顧録, Bikachō Shinshi Kaikoroku) | 2013             | 2 volumes                                                                    | [ 28 ]  |